# Беда Достопочтени
Беда Достопочтени или Преподобни също Преподобният Бийд е английски бенедиктински монах, написал голям брой исторически творби, които са запазени почти изцяло. Сред най-важните са една от първите истории на Англия под названието „История на английската църква“ („Църковна история на народа на англите“) (лат. Historia ecclesiastica gentis Anglorum) в пет книги и „Световна хроника или шестте ери на света“ (Chronicon de sex aetatibus mundi). Неговото съчинение „За хронологията“ дава ценни сведения за нахлуванията на готите и хуните в българските земи, за управлението на хан Тервел и др.
Сведенията относно детството му са твърде оскъдни. Целия си живот прекарва като монах в английските манастири Уирмаут и Джароу в средновековното англосаксонско кралство Нортумбрия. От седемгодишна възраст той прекарва целия си живот в тези манастири, с изключение на няколко кратки визити до съседни селища. Извън църковните си занимания работи като учител. Самият казва за себе си: „Своите сили посветих в изучаване на Светото писание, в следване на монашеската дисциплина, в изпълняване на дневните служби; учението и записването винаги са ми доставяли удоволствие.“
Той е първият историк по тези земи, пише научни трудове на английски език, въпреки че само фрагменти от тях са стигнали до нас. Превежда евангелието на Йоан на староанглийски, завършвайки работата по този труд в самия ден на смъртта си. По случай това, Кътбърт, негов ученик, казва:
| „ | Дори в деня на своята смърт този свят човек бе погълнат от заниманията си по превода на евангелието. На свечеряване Уилбърт, момчето, което записваше текста, му каза: 'Все още има едно изречение, господарю, което не е готово'. И след като и то бе записано, рече, че всичко вече е завършено. 'Истина говориш' отвърна Беда, 'наистина е завършено. Вземи главата ми в своите ръце, тъй щото най-голямото щастие за мен е да стоя на мястото, където преди се молех, така че седейки там аз мога да се обърна отново към моя Отец.' И тъй, застанал на пода на своята килия, пеейки 'Слава на Отца, и Сина, и Светия Дух', той тихо предаде Богу дух (735 г.) | “ |

Вдъхновен от това, художникът Дж. Пенроуз рисува картината „Беда Достопочтени превежда Йоан“
Беда пише много и на латински. Негов е коментарът на Петокнижието, както и на други части от Светото писание. Най-известната му творба е „Църковна История на народа на англите“ – тя обхваща историята на Британия до 729 г., разказва за келтския народ, покръстен през първите няколко века на християнството, за нашествието на англосаксонските племена през V и VI век, както и за последвалото им покръстване от ирландски мисионери от север и запад. Неговият труд е главен исторически извор за този период на територията на Британските острови. Беда пише още и химни, както и други стихове, граматически трудове, занимава се е и с астрономия – знаел, че земята е кръгла, той е първият историк, който последователно отбелязва при летоброенето сигнатурата „след Христа“ (или AD=Anno Domini), както и най-ранният известен писател, който заявява, че слънчевата година не е дълга точно 365 и една четвърт дни, така че Юлианският календар се нуждае от малки поправки. Обяснението му относно Големия кръговрат от 532 години е от фундаментално значение за църквата и по-точно за изчисляването точната дата на Великден. Отбелязва също и влиянието на луната върху приливите и отливите.
Тялото на Беда е погребано в Джароу, но през XI век мощите му са отнесени от един свещеник в Дърам и поставени в ковчега на Св. Кътбърт, откъдето след това са пренесени в ковчеже в катедралата в Дъръм. През 1541 г. ковчежето е откраднато и мощите на светеца се разпиляват. На Рокър Пойнт е издигнат кръст в негова памет.
В края на живота си, през 735 г., Беда пише своята предсмъртна песен:
Никой от тия, случайно събрани по пътя,
няма да може мъдър да бъде, кога си отива оттука;
не знае зло ли го чака, добро ли,
в съда на душата, що след смъртта му го вика.